# Альшеєвський район
Альше́євський район (рос. Альшеевский район; башк. Әлшәй районы) — муніципальне утворення у складі Республіки Башкортостан, Росія. Адміністративний центр — село Раєвський.
Альшеєвський район був утворений 31 січня 1935 року.

## Географія
Муніципальний район розташований в південно-західній частині Башкортостану, в середній течії річки Дьома, площа його території становить 2415 км². Район перетинають залізниця Челябінськ—Уфа—Самара і автомобільні дороги Чишми-Давлеканово—Киргиз-Міяки, Раєвський—Стерлітамак.

## Населення
Населення району становить 37615 осіб (2019, 43467 у 2010, 48398 у 2002). Переважають татари і росіяни.

## Адміністративно-територіальний поділ
На території району 20 сільських поселень, які називаються сільськими радами:
| Поселення                        | Площа, км² | Населення, осіб (2002) | Населення, осіб (2010) | Населення, осіб (2019) | Центр           | Населені пункти |
| -------------------------------- | ---------- | ---------------------- | ---------------------- | ---------------------- | --------------- | --------------- |
| Абдрашитовська сільська рада     | 167,22     | 1751                   | 1537                   | 1143                   | Абдрашитово     | 11              |
| Аксьоновська сільська рада       | 103,00     | 2852                   | 2519                   | 2296                   | Аксьоново       | 8               |
| Воздвиженська сільська рада      | 117,23     | 1044                   | 823                    | 533                    | Воздвиженка     | 9               |
| Гайніямацька сільська рада       | 96,29      | 1229                   | 1076                   | 891                    | Гайніямак       | 5               |
| Зеленоклинівська сільська рада   | 166,51     | 767                    | 715                    | 446                    | Зелений Клин    | 3               |
| Ібраєвська сільська рада         | 95,85      | 1054                   | 888                    | 568                    | Новосепяшево    | 5               |
| Казанська сільська рада          | 145,62     | 1127                   | 977                    | 750                    | Казанка         | 5               |
| Кармишевська сільська рада       | 121,99     | 1721                   | 1544                   | 1292                   | Кармишево       | 7               |
| Кизильська сільська рада         | 188,94     | 1597                   | 1314                   | 876                    | Тавричанка      | 7               |
| Кипчак-Аскаровська сільська рада | 130,42     | 1179                   | 1012                   | 837                    | Кипчак-Аскарово | 3               |
| Мендяновська сільська рада       | 89,93      | 803                    | 678                    | 466                    | Мендяново       | 2               |
| Нігматуллінська сільська рада    | 159,52     | 1112                   | 958                    | 714                    | Нігматулліно    | 4               |
| Нижньоаврюзовська сільська рада  | 116,79     | 1473                   | 1285                   | 931                    | Нижнє Аврюзово  | 4               |
| Нікіфаровська сільська рада      | 104,94     | 1427                   | 1166                   | 862                    | Нікіфарово      | 6               |
| Раєвська сільська рада           | 37,20      | 20036                  | 19557                  | 19058                  | Раєвський       | 1               |
| Слаківська сільська рада         | 53,91      | 1186                   | 956                    | 806                    | Слак            | 1               |
| Ташлинська сільська рада         | 115,28     | 844                    | 726                    | 498                    | Ташли           | 3               |
| Трунтаїшевська сільська рада     | 188,69     | 1968                   | 1462                   | 915                    | Трунтаїшево     | 7               |
| Чебенлинська сільська рада       | 76,71      | 1138                   | 892                    | 541                    | Чебенлі         | 6               |
| Шафрановська сільська рада       | 135,38     | 4090                   | 3562                   | 3192                   | Шафраново       | 7               |

## Найбільші населені пункти
| №  | Населений пункт | Населення, осіб (2002) | Населення, осіб (2010) |
| -- | --------------- | ---------------------- | ---------------------- |
| 1  | Раєвський       | 20 022                 | 19 557                 |
| 2  | Шафраново       | 2 606                  | 2 362                  |
| 3  | Аксьоново       | 1 134                  | 1 047                  |
| 4  | Трунтаїшево     | 1 305                  | 1 034                  |
| 5  | Слак            | 1 186                  | 956                    |
| 6  | Гайніямак       | 1 023                  | 897                    |
| 7  | Кім             | 958                    | 878                    |
| 8  | Нікіфарово      | 1 020                  | 845                    |
| 9  | Нижнє Аврюзово  | 727                    | 683                    |
| 10 | Кипчак-Аскарово | 748                    | 656                    |

## Економіка
Район — промислово-сільськогосподарський. Нафтові родовища розробляються НДДУ «Аксаковнєфть». У Раєвському є цукровий, овочеконсервний, олійний і комбікормовий заводи, м'ясокомбінат, РТП; підприємства місцевого значення з випуску будівельних матеріалів, асфальтобетону.
У районі 5 колгоспів, 6 радгоспів, 18 АКХ і 37 фермерських господарств. Розвинене зернове господарство, розводять худобу, свиней, овець, птахів. Традиційні галузі: конярство (виробництво кумису), бджільництво. Найбільші господарства: радгоспи «Раєвський», «імені 50-річчя Баширської АРСР», «Ново-Раєвський».

## Освіта
У районі 62 загальноосвітніх школи, зокрема 22 середні; Аксеновський сільськогосподарський технікум, Раєвське і Шафрановське професійні училища, 33 масових бібліотеки, 43 клубних установи, 6 лікарень, працюють клімато-кумисолікувальні санаторії імені А. П. Чехова і «Шафраново». Видається газета російською, башкирською і татарською мовами «Альшеєвські вести».